# Камлак
Камла́к — село в Шебалинском муниципальном районе Республики Алтай России, центр Камлакского сельского поселения.

## География

### Местоположение
Село протянулось на 3 км. вдоль автодороги М-52 "Чуйский тракт". Находится в 70 км. от Горно-Алтайска на юго-западе, в месте впадения реки Камлак в Сему.
От села начинается один из путей к пещерам расположенного в 15 км Камышлинского карстового участка (Кёк-Таш, СОАНтехническая и др.). Пещеры не являются экскурсионными объектами, но посещаются любителями спортивного спелеотуризма со специальным снаряжением и подготовкой.

### Климат
Климат резко континентальный. Зима — холодная, снежная (до −40 °C). Лето — жаркое (до +40 °C) с частыми сильными грозами, иногда с градом. В среднем, снег ложится в начале ноября.

## История
Считается, что это очень древнее священное место, куда собирались камы (алтайские шаманы) со всего Алтая и проводили массовое камлание. Сейчас на этой поляне размещается Горно-Алтайский ботанический сад, который, в свою очередь, находится на территории памятника природы «Шишкулар-Катаил — Чистый Луг» (от устья реки Семы до села Камлак).

## Население

### Динамика численности
| 2010 | 2011 | 2012 | 2013 | 2014 | 2015 | 2016 |
| ---- | ---- | ---- | ---- | ---- | ---- | ---- |
| 567  | →567 | ↗570 | →570 | ↗572 | ↗581 | ↘572 |
| 2017 | 2018 | 2019 | 2020 | 2021 |      |      |
| ↗577 | ↗579 | ↗583 | ↘571 | ↘557 |      |      |

## Достопримечательности

### Природные
- Камлакская пещера
- Горно-Алтайский ботанический сад

## Развитие

### Туристический комплекс
Есть проект строительства всесезонного туристического комплекса «Камлак». Горнолыжный комплекс будет располагаться на склонах рядом с селом, которые представляют собой хребет длиной 1,3 км. Верхняя часть комплекса размещается на вершине горы на высоте 875 м., а нижняя в долине реки Большой Камлак.
Общая площадь комплекса 8 га. Верхняя отметка 875 м над уровнем моря. Нижняя отметка 360 м. над уровнем моря. Склоны без леса с большими полянами. Крутизна склонов от 10 — 25°. Продолжительность залегания снежного покрова от 5 месяцев (с конца ноября до середины апреля). Средние температуры в зимний период от −10…−15 °C. Расстояние до Чуйского тракта — 400 м. Разработчик концепции проекта — администрация Шебалинского муниципального района.